# Сятраєво
Сятра́єво (рос. Сятраево, чув. Çатра) — присілок у Чувашії Російської Федерації, у складі Ювановського сільського поселення Ядринського району.
Населення — 96 осіб (2010; 115 в 2002, 133 в 1979, 208 в 1939, 286 в 1926, 248 в 1906, 99 в 1858, 78 в 1795).

## Історія
Історичні назви — Великі Тюмерлі, Велика Тюмерля. До 1866 року селяни мали статус державних, займались землеробством, тваринництвом. 1930 року створено колгосп «Будильник». До 22 липня 1920 року присілок перебував у складі Тенякової сотні, Кожважсігачинської та Малокарачкінської волостей Козьмодемьянського, до 5 жовтня 1920 року — Чебоксарського, а з до 1927 року — Ядринського повітів. Після переходу 1927 року на райони — спочатку у складі Татаркасинського, з 1939 року — Сундирського, а з 1962 року — Ядринського районів.

## Господарство
У присілку діє магазин.